# Yonathan Andía
Yonathan Wladimir Andía León (Santa Bárbara, Región del Biobío, Chile, 6 de agosto de 1992) es un futbolista profesional chileno que juega de lateral derecho o volante. Desde 2025 forma parte del plantel de Deportes Limache, de la Primera División de Chile.
Sus primeros años de carrera los desarrolló principalmente en clubes aficionados y de la tercera categoría del fútbol chileno, período en que complementaba su salario con labores de obrero de construcción. En 2018, su juego atrajo la atención del técnico Víctor Rivero, que lo llevó a Unión La Calera, de la primera división. En el cuadro calerano estuvo tres temporadas, en las que anotó cuatro goles y repartió nueve asistencias, y en 2020 formó parte del equipo ideal en la premiación conjunta de la revista El Gráfico y la ANFP. El 1 de marzo de 2021 firmó oficialmente por la Universidad de Chile, donde participó en ochenta y seis partidos a lo largo de tres años. A finales de 2023 terminó por dejar la institución tras no renovar su contrato, en un período en que no logró títulos y recibió críticas de parte de los hinchas por sus actuaciones. Posteriormente jugó en Deportes Iquique, Deportes Copiapó y Deportes Limache, todos en la primera división.
Por la selección chilena disputó un partido: el 13 de noviembre de 2020 en la victoria por 2-0 frente a Perú por las clasificatorias a Catar 2022.

## Trayectoria

### Inicios y trayectoria por el fútbol semiprofesional chileno
Andía comenzó a jugar fútbol desde los cinco años en Santa Bárbara. Fue descubierto por el exjugador y goleador histórico de Iberia, Benjamín Muñoz, que lo incluyó en su escuela de fútbol en la región y lo incorporó a una selección comunal sub-15 para que disputara campeonatos de la ANFA. Durante su juventud no realizó trabajos en divisiones inferiores, solo jugaba de manera amateur. Con diecinueve años se incorporó a las filas de Unión Santa María de Los Ángeles, que participaba en la Tercera División A y que comenzó a ser dirigido por el mismo Muñoz en 2011. Jugó como volante mixto y aunque en un principio no logró desplazar a los más experimentados en el plantel, en 2012 consiguió disputar más partidos. Sin embargo, dejó el equipo luego que el presidente de la institución, Pedro Heller, decidiera no formar parte del torneo durante el 2013.
Se unió a las filas de Deportes Rengo, de la Tercera División B, por recomendación de Juan Reyes Miranda, ayudante técnico de Muñoz. Estuvo un año en la institución y consiguió el ascenso de categoría durante el Torneo de Clausura. Durante el 2014 jugó para General Velásquez, pero no fue considerado y regresó a Deportes Rengo por petición del entrenador Fred Gayoso, que insistió en inscribirlo a pesar de no tener más cupos. En su segunda etapa con el club participó en la Copa Absoluta 2015, en la que anotó dos goles y lograron el campeonato tras vencer en la final a Real San Joaquín por un global de 5-1.
Gayoso durante la temporada 2016 intentó que el jugador hiciera pruebas en O'Higgins y Coquimbo Unido, pero no resultaron, por lo que lo llevó a Chimbarongo F.C. de la Tercera A. Siendo el jugador que vivía más lejos de donde estaba el club, durante aquel período vivió en una pensión junto a otros futbolistas. Tras un año, el entrenador en ese entonces de Deportes Limache, Jorge Guzmán, lo llevó al club. Durante su tiempo en la tercera y cuarta división del fútbol chileno, Andía complementó su salario de jugador con trabajos como obrero de la construcción.
El año 2017 nació su primera hija mientras formaba parte del plantel de Deportes Limache. Además, como titular en el equipo atrajo la atención de Víctor Rivero,  técnico en ese entonces de Unión La Calera. Rivero le ofreció a Andía durante el segundo semestre formar parte de los entrenamientos del club de lunes a miércoles mientras el fin de semana disputaba los partidos con Limache. Tras finalizar la temporada, el mediocampista fichó por Calera tras convencer al técnico durante sus entrenamientos en medio de la semana y por su desempeño en la Tercera A.

### Unión La Calera (2018-2021)
Con Rivero al mando, Andía jugó principalmente como mediocampista por la derecha. Debutó en la Primera División de Chile el 3 de febrero de 2018 en la victoria por 2-1 contra Palestino de visita, donde jugó 82 minutos. Anotó su primer gol como profesional el 1 de abril del mismo año en la victoria por 1-0 contra Unión Española, hecho que le valió ser escogido como el jugador de la fecha por votación de los hinchas en las redes sociales de la ANFP. El recién ascendido equipo tuvo un gran desempeño durante la temporada, lo que lo llevó a disputar el título a Universidad Católica, pero una racha de siete derrotas consecutivas llevaron al despido de Rivero. A pesar de esto, en la última fecha el club aseguró su clasificación a la Copa Sudamericana por primera vez en su historia tras empatar 1-1 con Unión Española. En su primera temporada con Calera, Andía disputó en total 2383 minutos repartidos en veintiocho partidos, en los que anotó un gol y entregó dos asistencias. Además, jugó los cuatro partidos de su equipo en la Copa Chile 2018, en la que fueron eliminados en octavos de final por Palestino.
La llegada de Francisco Meneghini a la dirección técnica llevó a que cambiara de posición en el campo de juego, ya que comenzó a jugar principalmente de lateral derecho en su esquema táctico. A pesar de esto se mantuvo como titular y disputó prácticamente todos los partidos de la temporada, en la que al igual que en la anterior anotó un gol: el primer descuento en la derrota por 2-3 contra Deportes Antofagasta. En la Copa Sudamericana 2019, el cuadro calerano consiguió vencer en la primera fase a Chapecoense gracias a la regla del gol de visitante, ya que en Brasil consiguieron empatar 1-1 gracias a un gol de Walter Bou tras pase de Andía. Sin embargo, en la siguiente ronda perdieron en penales contra Atlético Mineiro tras ganar 1-0 en el Nicolás Chahúan y perder por el mismo marcador en Belo Horizonte. El jugador también fue titular en la Copa Chile 2019, en la que fueron eliminados en cuartos de final por Universidad Católica. Disputó en total seis partidos y anotó un gol a Magallanes en el partido de vuelta de la segunda ronda. En su segunda temporada fue titular en los tres torneos disputados por su equipo, con el que jugó treinta y tres encuentros, anotó dos goles y entregó dos asistencias.
En 2020 se mantuvo como lateral derecho en el once inicial de Juan Pablo Vojvoda, reemplazante de Meneghini. Calificado por medios como EMOL y En Cancha como uno de los «pilares» del equipo, ese año Unión La Calera logró el subcampeonato tras disputar el título con Universidad Católica hasta la penúltima fecha, en la que tras empatar 0-0 contra ellos perdió toda opción de superarlos en la tabla. Andía esa temporada anotó un gol a Everton el 6 de diciembre de 2020 en la goleada por 6-2 y entregó cinco asistencias en los 30 partidos de liga que disputó, además de tener una efectivad de 80% en sus pases. En Copa Sudamericana, competencia en la que disputó los seis encuentros que jugaron, el equipo también mejoró su desempeño del año anterior y consiguió llegar a octavos de final, donde Junior de Barranquilla los eliminó tras ganar la tanda de penales por 4-2, luego de empatar 3-3 la serie. En marzo de 2021, la ANFP y El Gráfico lo reconocieron como parte del equipo ideal del torneo chileno en la posición de lateral derecho.

### Universidad de Chile (2021-2023)

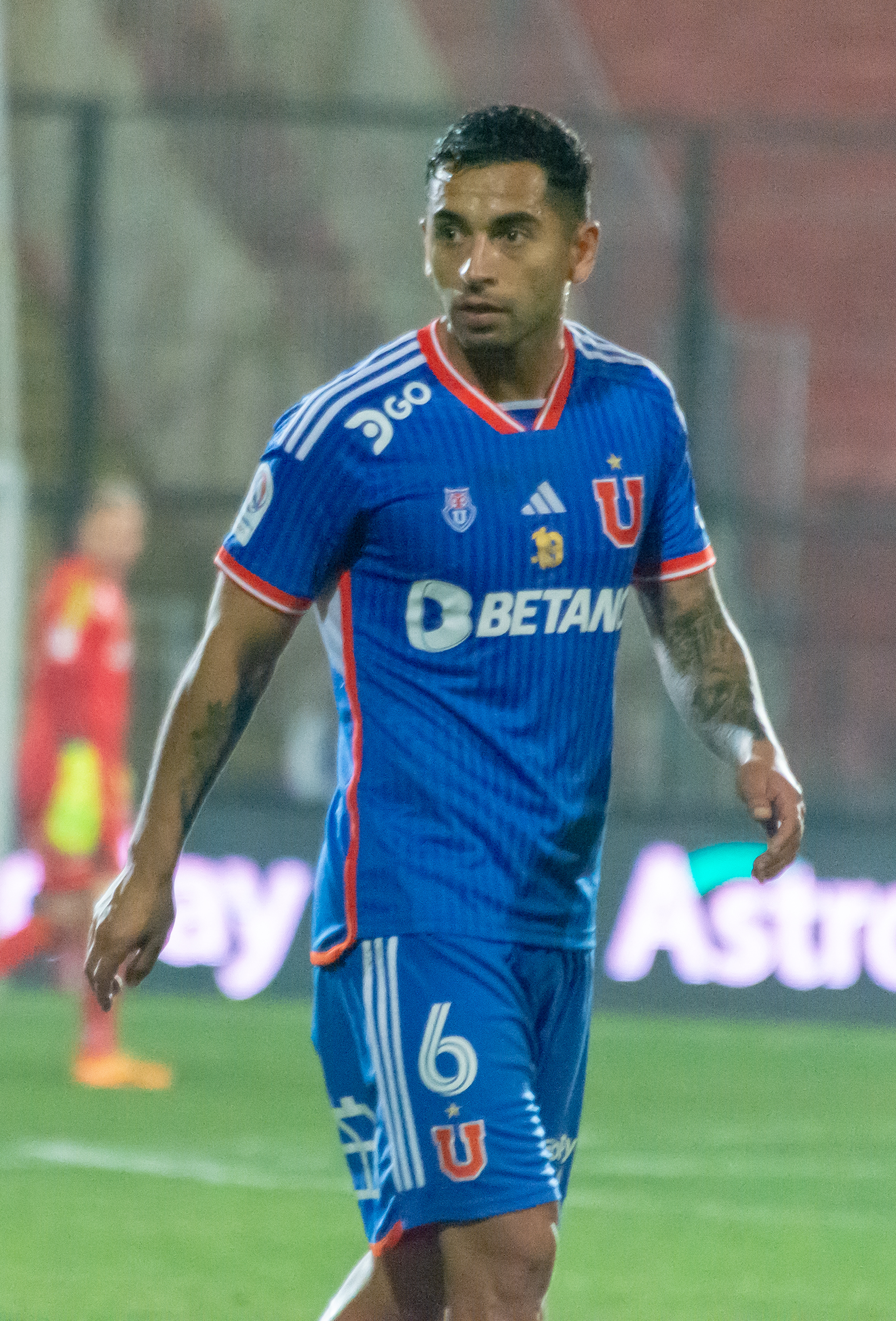
Andía jugó un total de ochenta y seis partidos en sus tres temporadas con la camiseta de Universidad de Chile.

Finalizada la temporada 2020, Universidad de Chile negoció para incorporarlo a sus filas. Unión La Calera acordó mantener la mitad del pase del jugador en su poder, mientras este era traspasado al club universitario por los siguientes tres años. Además, Universidad de Chile aceptó entregar la mitad del pase de Esteban Valencia, quien durante el 2020 estuvo cedido en Calera. El 1 de marzo de 2021 fue oficializado como cuarto refuerzo del club junto a Marcelo Cañete, Nahuel Luján y Ramón Arias. Tras no poder jugar contra San Lorenzo por Copa Libertadores, debutó el 3 de abril contra Huachipato por la segunda fecha del campeonato nacional.
En su primera temporada compitió en el puesto de lateral derecho titular contra Augusto Barrios, disputa que lo llevó a buscar asesoramiento personalizado del exjugador Manuel Ibarra para encontrar un mejor rendimiento. Marcó el 3 de octubre de 2021 el primer tanto de su equipo en el empate 2-2 frente a Deportes Antofagasta, juego en el que salió lesionado en los últimos minutos y también cometió un penal contra Agustín Ocampo que convirtió en gol Eduard Bello.
La Universidad de Chile tuvo un 2021 complejo, en el que contó con tres entrenadores e incluso estuvo durante algunos minutos de la última fecha del torneo descendiendo a la Primera B. Sin embargo, el equipo logró revertir un adverso 2-1 contra Unión La Calera en los descuentos y evitar puestos de riesgo tras vencer por 3-2 con un doblete de Ramón Arias y un tanto de Junior Fernandes.
La mala campaña anterior llevó a la contratación del técnico colombiano Santiago Escobar, quien mantuvo como titular por la banda derecha al oriundo de Santa Bárbara. Sin embargo, durante 2022, los fanáticos criticaron el desempeño de Andía en distintos partidos de la temporada. Además, luego de ser expulsado en la derrota contra Audax Italiano tras cometer un penal, en un encuentro que además terminó con la destitución de Escobar, el entrenador interino Sebastián Miranda le quitó la titularidad por casi dos meses y prefirió en su posición al juvenil Daniel Navarrete.
El 21 de julio de 2022, el club lo marginó tras ser detenido manejando en estado de ebriedad, pero tras pedir disculpas y realizar una donación a la institución le permitieron ser readmitido, por lo que regresó en el superclásico contra Colo-Colo, en el que ingresó en el segundo tiempo en reemplazo de Navarrete. Su desempeño mejoró tras la vuelta de Miranda como técnico interino luego de la salida del uruguayo Diego López, quien sustituyó en un principio a Escobar. El 9 de octubre de 2022 fue la figura de la victoria por 2-1 contra Deportes La Serena, partido en que marcó un gol y pudo haber anotado en una segunda ocasión.
En su tercer año en el club compitió en el puesto con Juan Pablo Gómez, proveniente de Curicó Unido. El técnico Mauricio Pellegrino durante los primeros partidos del 2023 puso de titular a Gómez, pero tras sufrir una lesión retornó en el puesto Andía, quien se mantuvo algunos encuentros en el once inicial gracias a un buen desempeño general y propio en las labores defensivas. A pesar de que el equipo consiguió finalizar el primer semestre en el tercer lugar a solo tres puntos del líder, Huachipato, la segunda parte del año llegó a tener una racha de ocho encuentros sin victorias, por lo que perdieron las opciones de lograr un título y terminaron el 2023 sin siquiera lograr entrar a puestos de torneos internacionales.
El único gol oficial del futbolista en 2023 fue el 9 de abril contra Chimbarongo F. C. por la Copa Chile. Anotó el 7-0 parcial de la goleada por 10-0 contra el equipo de la tercera división, la mayor lograda por Universidad de Chile en su historia. Esa jornada, el club de la región de O'Higgins le regaló una camiseta a Andía en recuerdo de su paso por la institución en 2016.
Al término de la temporada, el jugador no renovó contrato y dejó la institución en diciembre de 2023.  En sus tres años en Universidad de Chile disputó un total de ochenta y seis partidos, distribuidos en setenta y cuatro por la primera división y otros doce por Copa Chile. Anotó un total de tres goles y además entregó cinco asistencias. En una entrevista al medio deportivo En Cancha, Andía reflexionó de su paso con el club y mencionó que no se arrepentía de nada. «Estoy consciente de que cometí errores, lo sé, pero siempre me puse de pie, nunca me escondí y siempre di la cara ante todo. Eso me deja tranquilo de algún modo», señaló.

### Pasos por Deportes Iquique y Deportes Copiapó (2024)
Deportes Iquique oficializó el 12 de enero de 2024 la llegada del jugador como su séptimo refuerzo para la temporada. Su estancia se redujo solamente al primer semestre, donde disputó ocho encuentros de liga y uno por la Copa Chile, además de entregar dos asistencias y no anotar goles.
A solo un día del cierre de libro de pases, Iquique oficializó su salida. Con poco tiempo, para el segundo semestre firmó por Deportes Copiapó, cuadro que logró volver a primera división en 2024 y que estaba ubicado en la 12.ª posición en la tabla. Aquí tampoco encontró su mejor versión, lo que se sumó al mal desempeño de Copiapó. El 20 de octubre, tras caer por 5-3 frente a Everton, se concretó su descenso a la Primera B dos fechas antes del final del torneo. Diez días después, se oficializó la salida de Andía tras ocho partidos.

### Deportes Limache (2025)
Luego de un 2024 con poca continuidad, para la temporada 2025 firmó con Deportes Limache, club que jugaba en primera división por primera vez en su historia y en el cual había tenido un primer paso en 2017 cuando estaba en la Tercera A. Nuevamente bajo el mando del técnico Rivero, durante los primeros cinco partidos de la temporada jugó como titular en la defensa.

## Selección nacional
El técnico Reinaldo Rueda convocó a Andía a la selección chilena adulta para los partidos contra Colombia y Uruguay por las clasificatorias a Catar 2022, aunque solo fue suplente contra los primeros. El 13 de noviembre de 2020 debutó oficialmente tras reemplazar a Fabián Orellana en la victoria por 2-0 ante Perú.

### Participaciones en Clasificatorias a Copas del Mundo
| Eliminatorias            | País  | Resultado | Posición | Partidos | Goles | Asis. |
| ------------------------ | ----- | --------- | -------- | -------- | ----- | ----- |
| Eliminatorias Catar 2022 | Catar | Eliminado | 7°       | 1        | 0     | 0     |
| Total                    | Total | Total     | Total    | 1        | 0     | 0     |

### Partidos internacionales
Actualizado hasta el 9 de febrero de 2022.
| Partidos internacionales | Partidos internacionales | Partidos internacionales                                  | Partidos internacionales | Partidos internacionales | Partidos internacionales | Partidos internacionales | Partidos internacionales | Partidos internacionales | Partidos internacionales     |
| N.º                      | Fecha                    | Estadio                                                   | Local                    | Resultado                | Visitante                | Goles                    | Asistencias              | DT                       | Competición                  |
| ------------------------ | ------------------------ | --------------------------------------------------------- | ------------------------ | ------------------------ | ------------------------ | ------------------------ | ------------------------ | ------------------------ | ---------------------------- |
| 1                        | 13 de noviembre de 2020  | Estadio Nacional Julio Martínez Prádanos, Santiago, Chile | Chile                    | 2-0                      | Perú                     |                          |                          | Reinaldo Rueda           | Clasificatorias a Catar 2022 |
| Total                    | Total                    | Total                                                     | Presencias               | 1                        | Goles                    | 0                        |                          |                          |                              |

| Selección chilena | Selección chilena | Selección chilena |
| Año               | Partidos          | Goles             |
| ----------------- | ----------------- | ----------------- |
| 2020              | 1                 | 0                 |
| Total             | 1                 | 0                 |

## Estilo de juego
Según detalló en 2020 su técnico en Deportes Limache y Unión La Calera, Víctor Rivero, Andía puede jugar como lateral derecho en una línea de cuatro o como lateral-volante en un esquema con tres defensores.
Durante su etapa como amateur, y sus pasos en la cuarta y tercera división del fútbol chileno, jugó principalmente como volante de contención o mixto, mientras que en su primera temporada en Calera lo hizo como  volante interior por el sector derecho. Al año siguiente, Francisco Meneghini lo ubicó en su posición definitiva en el campo de juego: lateral derecho. Según explicó el mismo Andía, este cambio le dio «más libertad para ir al ataque».
Fred Gayoso, su entrenador durante su paso por Deportes Rengo y Chimbarongo F. C., destacó del jugador durante su etapa por Unión La Calera que tenía un «buen pase y desdoblamiento, debido a su físico». Cuando firmó por la Universidad de Chile, la institución resaltó «su velocidad, despliegue por la banda, capacidad para recuperar balones y su constante aporte en labores ofensivas».

## Estadísticas

### Clubes
| Club                  | País  | Año  |
| --------------------- | ----- | ---- |
| Unión Santa María     | Chile | 2012 |
| Deportes Rengo        | Chile | 2013 |
| General Velásquez     | Chile | 2014 |
| Deportes Rengo        | Chile | 2015 |
| Chimbarongo FC        | Chile | 2016 |
| Club Huertos La Perla | Chile | 2016 |
| Deportes Limache      | Chile | 2017 |

### Estadísticas detalladas
| Club                         | Div.          | Temporada     | Liga  | Liga  | Liga   | Copas nacionales | Copas nacionales | Copas nacionales | Torneos internacionales | Torneos internacionales | Torneos internacionales | Total | Total | Total  |
| Club                         | Div.          | Temporada     | Part. | Goles | Asist. | Part.            | Goles            | Asist.           | Part.                   | Goles                   | Asist.                  | Part. | Goles | Asist. |
| ---------------------------- | ------------- | ------------- | ----- | ----- | ------ | ---------------- | ---------------- | ---------------- | ----------------------- | ----------------------- | ----------------------- | ----- | ----- | ------ |
| Unión La Calera · Chile      | 1.ª           | 2018          | 28    | 1     | 2      | 4                | 0                | 0                | —                       | —                       | —                       | 32    | 1     | 2      |
| Unión La Calera · Chile      | 1.ª           | 2019          | 24    | 1     | 1      | 6                | 1                | 0                | 4                       | 0                       | 1                       | 33    | 2     | 2      |
| Unión La Calera · Chile      | 1.ª           | 2020          | 30    | 1     | 5      | —                | —                | —                | 6                       | 0                       | 0                       | 36    | 1     | 5      |
| Unión La Calera · Chile      | Total club    | Total club    | 82    | 3     | 8      | 10               | 1                | 0                | 10                      | 0                       | 1                       | 102   | 4     | 9      |
| Universidad de Chile · Chile | 1.ª           | 2021          | 24    | 1     | 2      | 3                | 0                | 0                | —                       | —                       | —                       | 27    | 1     | 2      |
| Universidad de Chile · Chile | 1.ª           | 2022          | 23    | 1     | 1      | 7                | 0                | 2                | —                       | —                       | —                       | 30    | 1     | 3      |
| Universidad de Chile · Chile | 1.ª           | 2023          | 27    | 0     | 0      | 2                | 1                | 0                | —                       | —                       | —                       | 29    | 1     | 0      |
| Universidad de Chile · Chile | Total club    | Total club    | 74    | 2     | 3      | 12               | 1                | 2                | 0                       | 0                       | 0                       | 86    | 3     | 5      |
| Deportes Iquique · Chile     | 1.ª           | 2024          | 8     | 0     | 2      | 1                | 0                | 0                | —                       | —                       | —                       | 9     | 0     | 2      |
| Deportes Iquique · Chile     | Total club    | Total club    | 8     | 0     | 2      | 1                | 0                | 0                | 0                       | 0                       | 0                       | 9     | 0     | 2      |
| Deportes Copiapo · Chile     | 1.ª           | 2024          | 8     | 0     | 1      | 0                | 0                | 0                | —                       | —                       | —                       | 8     | 0     | 1      |
| Deportes Copiapo · Chile     | Total club    | Total club    | 8     | 0     | 1      | 0                | 0                | 0                | 0                       | 0                       | 0                       | 8     | 0     | 1      |
| Deportes Limache · Chile     | 1.ª           | 2025          | 14    | 0     | 0      | 3                | 0                | 0                | —                       | —                       | —                       | 17    | 0     | 0      |
| Deportes Limache · Chile     | Total club    | Total club    | 14    | 0     | 0      | 3                | 0                | 0                | 0                       | 0                       | 0                       | 17    | 0     | 0      |
| Total carrera                | Total carrera | Total carrera | 186   | 5     | 14     | 26               | 2                | 2                | 10                      | 0                       | 1                       | 222   | 7     | 17     |
| 1. 2. 3.                     |               |               |       |       |        |                  |                  |                  |                         |                         |                         |       |       |        |

## Palmarés

### Campeonatos nacionales
| Título        | Club           | País  | Año  |
| ------------- | -------------- | ----- | ---- |
| Copa Absoluta | Deportes Rengo | Chile | 2015 |

### Distinciones individuales
| Distinción                                        | Año  |
| ------------------------------------------------- | ---- |
| Parte del Equipo Ideal de El Gráfico Chile - ANFP | 2020 |

## Vida privada
Yonathan Andía nació en Santa Bárbara, región del Biobío. Es el mayor de cuatro hermanos y tiene una hija llamada Josefina.
El 21 de julio de 2022 fue detenido por Carabineros en La Florida tras pasar una luz roja.  Los funcionarios policiales registraron que el futbolista manejaba con una licencia vencida y que se encontraba en estado de ebriedad. Trece meses después de los hechos, el 21 de agosto de 2023, fue condenado a la suspensión por dos años de su licencia de conducir y a realizar un pago de 80 000 pesos chilenos a bomberos de la mencionada comuna.